# Adesmia minor
Adesmia minor är en ärtväxtart som först beskrevs av William Jackson Hooker och George Arnott Walker Arnott, och fick sitt nu gällande namn av Arturo Erhardo Erardo Burkart. Adesmia minor ingår i släktet Adesmia och familjen ärtväxter. Inga underarter finns listade i Catalogue of Life.